# NGC 5942
NGC 5942 је елиптична галаксија у сазвежђу Змија која се налази на NGC листи објеката дубоког неба.
Деклинација објекта је + 7° 18' 44" а ректасцензија 15h 31m 36,8s. Привидна величина (магнитуда) објекта NGC 5942 износи 14,3 а фотографска магнитуда 15,3. NGC 5942 је још познат и под ознакама MCG 1-40-1, CGCG 50-9, HCG 76C, NPM1G +07.0387, PGC 55309.